# Battaglia di Yeavering
La battaglia di Yeavering (oppure battaglia di Geteryne) fu combattuta tra le truppe scozzesi ed inglesi nel 1415 vicino a Yeavering in Northumberland. 
Un piccolo contingente di soldati inglesi formato da 440 uomini guidati da Ralph de Neville, conte di Westmoreland sconfisse 4000 scozzesi.
Combattuta lo stesso anno della battaglia di Azincourt, dimostrò notoriamente l'efficacia dell'arco lungo inglese contro la cavalleria, ed è da notare che la parte inglese a Yeavering era composta principalmente da arcieri. Il sito è contrassegnato da una pietra da battaglia che è caduta nel 1890 e riedificata nel 1924.